# Lopende-golfbuis

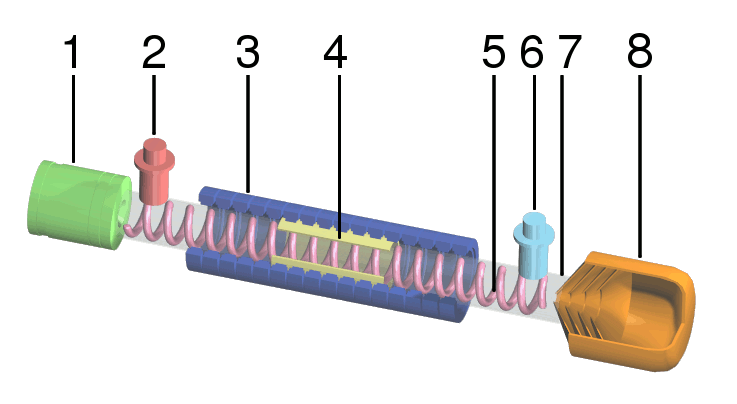
Opengewerkte tekening van een TWT.
1: Elektronenkanon; 2: RF input; 3: Magneten; 4: Verzwakker; 5: Helix spoel; 6: RF output; 7: Vacuümbuis; 8: Collector.

Een lopende-golfbuis (Engels: traveling wave tube, afgekort tot TWT) is een elektronenbuis die gebruikt wordt om radiogolven met een hoog vermogen te produceren. TWT's worden voornamelijk toegepast in radarsystemen.
De TWT werd tijdens de Tweede Wereldoorlog uitgevonden door Rudolf Kompfner in een Brits radarlaboratorium, en verder ontwikkeld door Kompfner en John R. Pierce in de Bell Labs.

## Werking
Een lopende-golfbuis is in essentie een langwerpige vacuümbuis met aan één zijde een elektronenkanon. Door het veld van uitwendige magneten worden de elektronen in een bundel gedwongen in het midden van de buis. De bundel loopt door een spoel in de vorm van een helix, waarover het te versterken HF-signaal staat, en bereikt aan het andere einde van de buis de anode, meestal als collector aangeduid. De spoed van de helix is zo gekozen dat de axiale voortplantingssnelheid van het HF-signaal net onder de snelheid van de elektronenbundel ligt. Door de interactie tussen het veld in de spoel en de bundel, passen de snelheden zich onderling aan en ontstaat in de bundel een snelheidsverdeling overeenkomend met het HF-signaal, waardoor dit versterkt wordt.
Op de helix kan via een golfpijp een gemoduleerd signaal worden aangebracht, dat wordt overgebracht naar de elektronenbundel. Aan de andere zijde van de helix kan het versterkte signaal, ook via een golfpijp, weer afgetapt worden.
diode ·
triode ·
tetrode ·
pentode ·
hexode ·
heptode ·
octode ·
enneode

kathodestraalbuis ·
indicatorbuis ·
fotocel ·
fotomultiplicator ·
klystron ·
magnetron ·
lopende-golfbuis ·
geigerteller ·
gasontladingsbuis ·
thyratron ·
kwikdampgelijkrichter ·
ignitron